# ناحیه بکش
ناحیهٔ بکش (به مجاری: Békési járás) یک ناحیه در مجارستان است که در بِکِش واقع شده‌است. ناحیهٔ بکش ۵۲۵٫۲۴ کیلومتر مربع مساحت و ۳۷٬۴۰۹ نفر جمعیت دارد.